# Gürbulak, Alucra
Gürbulak là một xã thuộc huyện Alucra, tỉnh Giresun, Thổ Nhĩ Kỳ. Dân số thời điểm năm 2011 là 124 người.